# لوران آبرگل
لوران آبرگل (انگلیسی: Laurent Abergel؛ زادهٔ ۱ فوریهٔ ۱۹۹۳) بازیکن فوتبال اهل فرانسه است که در پست هافبک بازی می‌کند.
از باشگاه‌هایی که در آن بازی کرده است می‌توان به باشگاه فوتبال نانسی، باشگاه فوتبال المپیک مارسی، باشگاه فوتبال لوریان، و باشگاه فوتبال آژاکسیو اشاره کرد.